# Taschenfernseher

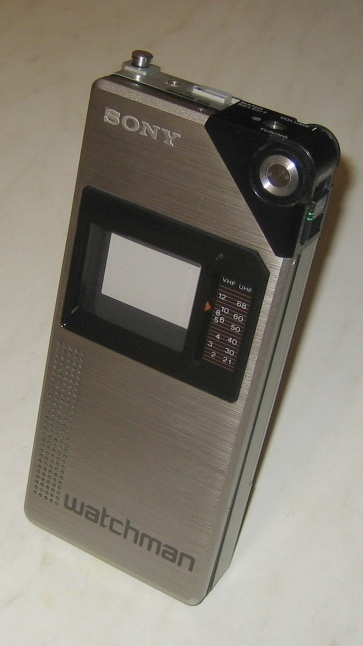
Sony Watchman FD210, 1982, der erste massenproduzierte Taschenfernseher

Funktionsprinzip eines Taschenfernsehers mit Flachbildröhre: (1) Leuchtschirm, (2) Elektronenstrahl, (3) Elektronenkanone

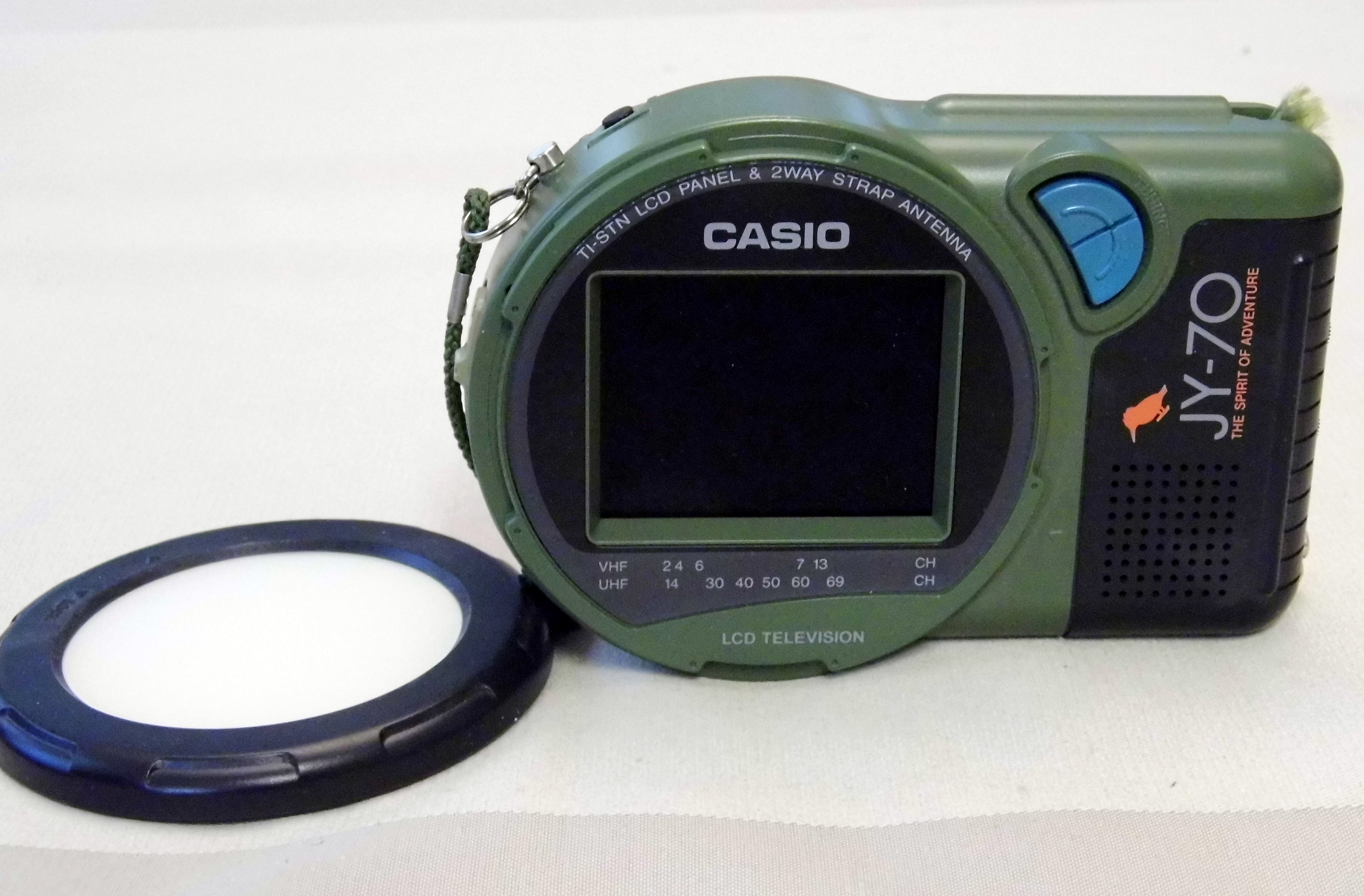
Casio JY-70 Taschenfernseher

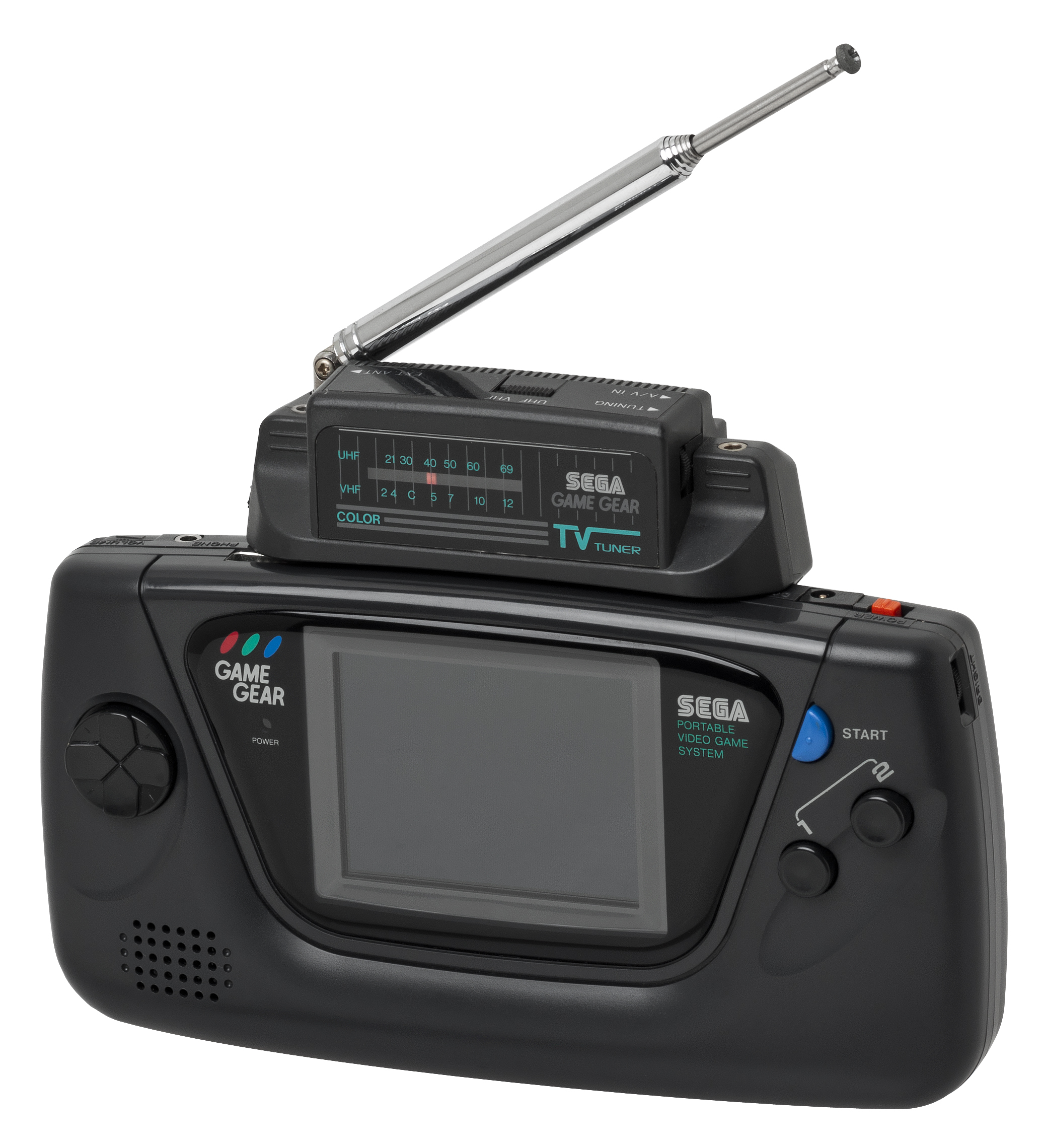
Sega Game Gear mit TV-Tuner

Ein Taschenfernseher, Minifernseher oder tragbarer Fernseher (englisch pocket TV, portable TV, handheld TV) ist ein mit Batterien oder Akkus betriebenes Fernsehgerät für mobiles Fernsehen mit einer Bildschirmdiagonale bis ungefähr 4 Zoll.

## Geschichte

### Frühe Entwicklung ab den 1960er Jahren
Bereits Ende der 1960er-Jahre arbeitete man unter anderem bei Sinclair Radionics in Großbritannien und bei Motorola in den USA an portablen Fernsehgeräten für die Hand- bzw. Jackentasche. 1970 präsentierte die japanische Panasonic Corporation des Matsushita-Konzerns mit dem Panasonic TR-001 alias Mica 1 das erste serienreife Modell. Die sichtbare Bilddiagonale der Kathodenstrahlröhre (in Schwarzweiß) lag bei 1,5 Zoll (35 mm), das Gewicht des Gerätes inklusive Akkupack bei rund 890 Gramm. Für den europäischen Markt wurde der TR-001EU ins Rennen geschickt; die wenigen erhaltenen Exemplare gelten als echte Rarität. Im Ursprungsland Japan wurde das Gerät als National TR-101B vermarktet. Der Verkaufspreis lag bei 99.000 Yen, das entsprach umgerechnet etwas über 1.000 DM.
Im Januar 1977 kam der erste Taschenfernseher aus europäischer Produktion auf den Markt, der Sinclair MTV1, ein mit einem Preis von 200 Pfund beziehungsweise 400 US-Dollar relativ teurer Multinorm-Fernseher mit einer Schwarzweiß-Bildröhre von AEG-Telefunken. Drei Jahre später, 1980, stellte Panasonic mit dem TR-1000 seine neue Baureihe Travelvision vor, ebenfalls mit 1,5 Zoll Bilddiagonale. Ihm folgten noch fünf weitere Modelle. Die letzten dieser Röhrengeräte von Panasonic waren im Jahr 1984 TR-1030 und der CT-101 mit Farbbildschirm.
Es wurde jedoch deutlich, dass sich mit einer Bildröhre in herkömmlicher Bauform keine „taschengerechten“ Fernsehgeräte mit attraktiver Bilddiagonale realisieren ließen. Der japanische Elektronikkonzern Sony brachte im Frühjahr 1982 als erster ein serienreifes Gerät mit einer „Flachbildröhre“ auf den Markt, einer speziell konstruierten Bildröhre, bei der die Bildinformation auf der Röhreninnenseite betrachtet wurde. Der SONY Watchman FD-210 war jedoch mit fast 20 cm Höhe und rund 9 cm Breite noch nicht sonderlich kompakt. Ein gutes Jahr später, im September 1983, brachte Sinclair ebenfalls ein Gerät mit Flachbildröhre heraus. Der Sinclair FTV1 (auch: TV-80) für knapp 80 Pfund sollte endlich den Taschenfernseher in jeden Haushalt bringen, blieb aber vor allem wegen der hohen Batteriekosten am Markt erfolglos: Ein Dreierpack der benötigten Lithium-Spezialbatterie mit rund 15 Stunden Laufzeit kostete 10 Pfund (1983 umgerechnet 38 DM).

### 1980er Jahre: Erste Geräte mit Flüssigkristallbildschirm (LCD)
Zudem hatten die Japaner im Juni 1983 bereits das Ende der Kathodenstrahlröhre in Taschenfernsehern eingeläutet: Der CASIO TV-10 war das erste tragbare Seriengerät mit Flüssigkristallbildschirm. Der Kontrast des großen Schwarzweißdisplays (67 mm Diagonale) war zwar höchst bescheiden, dennoch legte das Gerät den Grundstein für die Marktführerschaft bei LCD-Taschenfernsehern. Schon ein Jahr später, im August 1984, präsentierte der Konkurrent Epson mit dem EPSON ET-10 (alias SEIKO T102) den ersten Taschenfernseher aus Serienproduktion mit Aktivmatrix-Farbdisplay. Im Mai 1985 zog Casio mit dem CASIO TV-1000 nach, der zwar nur ein passives LCD-Farbdisplay hatte, dadurch aber erheblich billiger war als der ET-10, und einen Monat später folgte Citizen mit dem CITIZEN 05TA alias Bookvision, der bei etwas zukunftsweisenderem Design ebenfalls über ein passives Farb-LCD sowie eine klappbare Hintergrundbeleuchtung verfügte. Der Watchman FDL-320 war 1988 das erste Modell dieser Art von Sony, der Watchman FD-280 aus dem Jahr 1993 hingegen trotz verbesserter Ausstattung (z. B. Sendersuchlauf) eines der letzten Watchman-Modelle mit  Kathodenstrahlröhre.
Mit Beginn der neunziger Jahre wurde neben der Funktion auch das Design zu einem bedeutenden Kaufargument. Der 3LC2050 des niederländischen Philips-Konzerns wurde 1991, ein Jahr nach der Markteinführung, Best of Category beim renommierten IF Product Design Award in der Kategorie Unterhaltungselektronik.

Technische Innovationen waren in den darauf folgenden Jahren selten; im unteren Preissegment waren Geräte mit passivem LC-Farbdisplay Standard, im oberen Segment Modelle mit TFT-Display. Vereinzelt gab es schon vor dem Siegeszug der Handys und Palmtops Versuche, Mobilfernsehgeräte in die Armbanduhr zu integrieren. Außerdem waren auch Zusatzmodule für Handheld-Konsolen wie Segas Game Gear oder NECs PC Engine GT verfügbar, die diese in Taschenfernseher verwandelten 

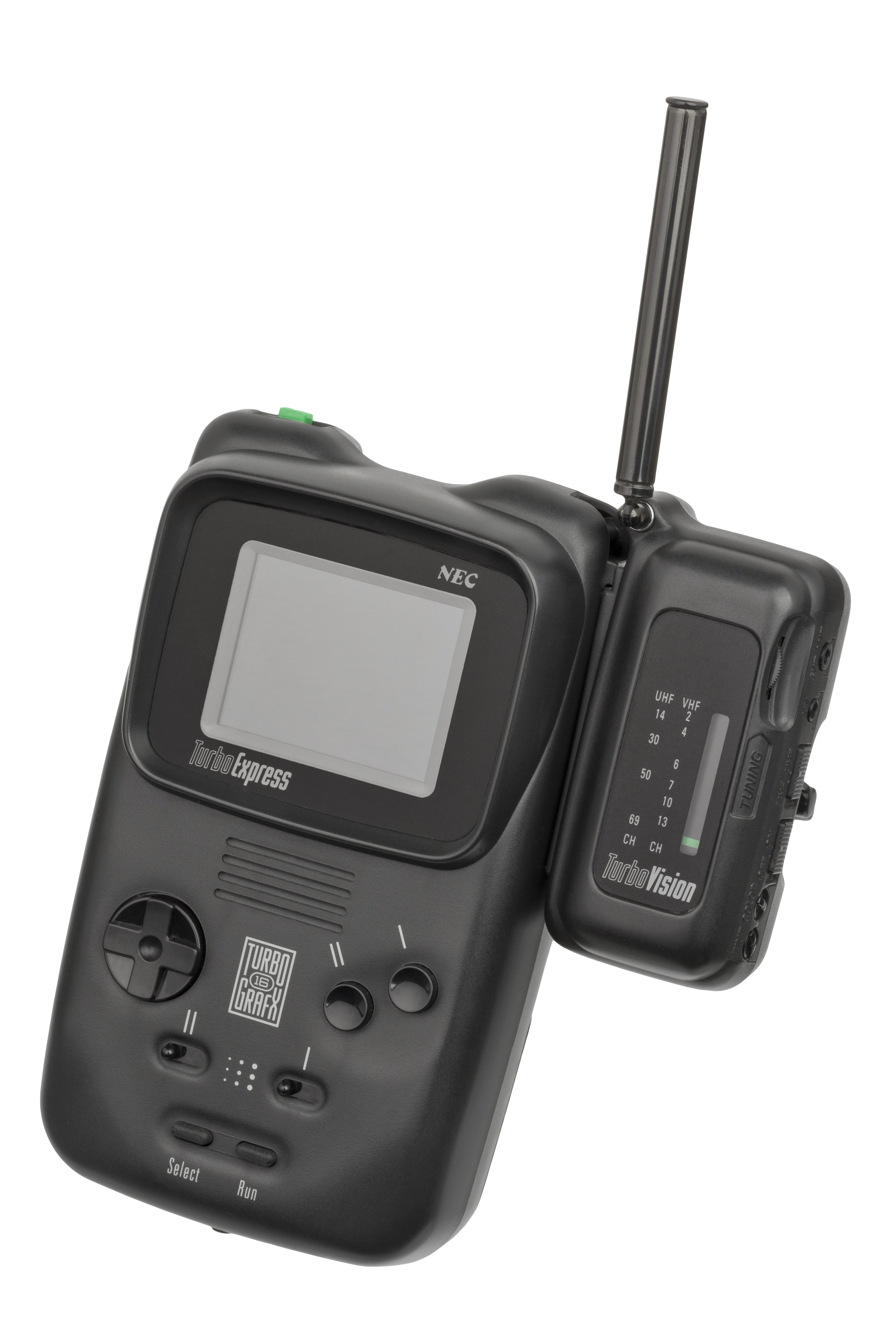
PC Engine GT mit TV-Tuner

### Neue Techniken der 2000er
Seit dem Jahr 2000 beeinflussten mehrere technische Entwicklungen die Zukunft der Miniaturfernseher:
- Erste Minifernseher mit OLED-Display waren seit Mitte 2005 im Handel.
- Die analoge Übertragungstechnik wich in ganz Europa schrittweise der Digitalisierung. Erste Minifernseher für DVB-T waren in Deutschland seit Januar 2006 erhältlich. Der geplante Standard DVB-H  für mobiles Fernsehen scheiterte jedoch und wurde 2012 aufgegeben. Aktuelle Forschungen gehen in Richtung elektronisches Papier (blattdünne, flexible Bildschirme) und Wearables (Implementierung in Kleidungsstücke).

## Mobiltelefone und Tabletcomputer als moderne Konkurrenten der Taschenfernseher
Mit dem Einzug digitaler Übertragungsverfahren für Fernsehsender wie DVB-T und DMB, verbesserter Mobilfunk-Standards mit höherer Bandbreite sowie IP-TV via WLAN konnte das Fernsehprogramm auf Handys und Tabletcomputern empfangen werden. Trotzdem gibt es auch nach 2020 noch Taschenfernsehgeräte für DVB-T zu kaufen.